# Obleganje Urbinusa (538)
Obleganje Urbinusa, imenovano tudi obleganje Urbinosa ali obleganje Urbinuma, se je zgodilo v letu 538 med Justinijanovo gotsko vojno (535–554). Ko je pred obleganjem Urbinusa Janez (nečak generala Vitalijana) prevzel Ariminum, je obšel Auximus in Urbinus, ki bi ju bilo treba sedaj zavzeti, da bi zagotovili pot do Ravene. Gotski kralj Vitigez je poslal poveljnika Morasa z 2.000 vojaki za obrambo mesta. V letu 538 je bizantinski poveljnik Belizar odšel oblegati mesto, medtem ko je še en močan bizantinski kontingent oblegal Urviventus. Sile Narzesa in Janeza, bizantinskih poveljnikov, ki sta spodkopavala Belizarjevo avtoriteto, sta se mu pridružila v tem podvigu.
Mislil je, da se bodo branilci prestrašili ob pogledu na bizantinsko vojsko, zato je Belizar poslal legate, ki so garniziji ponudili priložnost za predajo. Narzes in Janez sta postavila tabor ločeno od Belizarja na drugi strani mesta in po neuspešnih pogajanjih z garnizionom sta popolnoma opustila obleganje. Izjavila sta, da je zavzetje mesta nemogoče in se raje preusmerila  na zasedbo regije Emilije, vendar se je mesto predalo medtem, ko se je Belizar pripravljal na napad. Presenečen nad takim uspehom je Narzes poslal Janeza, da zavzame Caeseno, vendar je ta napad spodletel. Janez se je nato premaknil in uspel zavzeti Forocornelius, današnjo Imolo. Po tem obleganju je Belizar odšel, da podpre obleganje Urviventusa in kmalu zatem tudi to mesto zasedel.